# Afaiatemplet

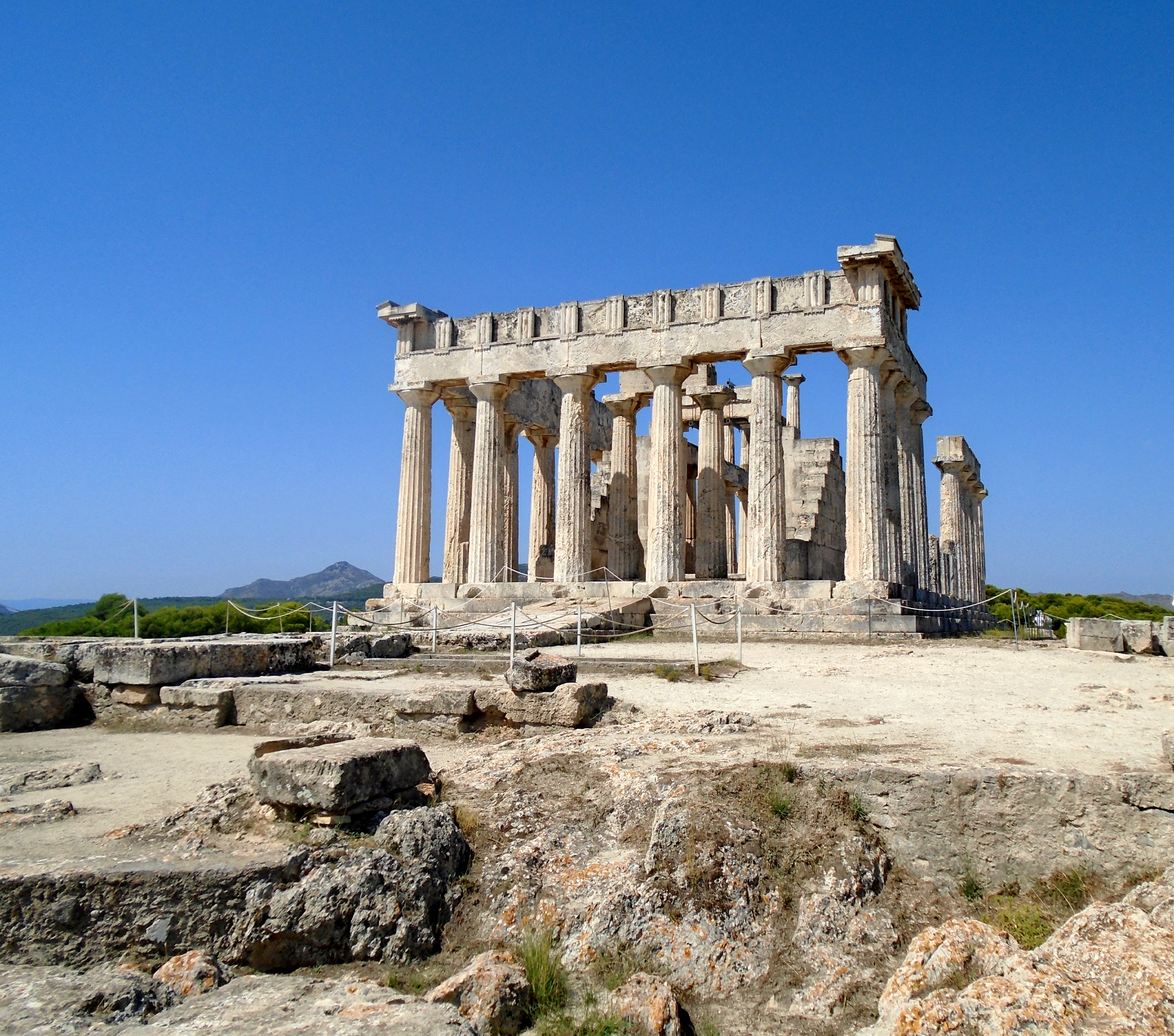
Afaiatemplet

Afaiatemplet (även Aphaea) ligger inom ett helgedomskomplex, helgat åt gudinnan Afaia på den grekiska ön Egina i Saroniska bukten. Templet ligger på en cirka 160 meter hög topp på östra delen av ön, omkring 13 kilometer öster om huvudhamnen
Afaia (grekiska Ἀφαία) var en grekisk gudinna som dyrkades enbart i detta tempel. Templet byggdes omkring 500 f.Kr. över resterna av ett tidigare tempel från omkring 570 f.Kr., som förstördes av brand omkring 510 f.Kr. Resterna från detta tidigare tempel begravdes i grunden till det nya templet och är därmed välbevarade. Stora färgrester finns kvar på dessa begravda delar. Det kan ha funnits ytterligare ett tempel på 600-talet f.Kr., även det på samma plats, men det tros ha varit mycket mindre och enklare i både planlösning och utförande. Man har på platsen hittat många statyetter från den sena bronsåldern, inklusive ett stort antal kvinnofigurer (kourotrophoi), vilket möjligen visar att kultaktiviteter kan ha pågått på platsen ända sedan 1300-talet f.Kr., vilket skulle tyda på att den har viss minoisk sammankoppling. Det sista templet har en ovanlig planlösning och är också betydande på grund av sina frontonskulpturer, vilka tros illustrera övergången från arkaisk till tidigklassisk konst. Dessa skulpturer finns numera utställda på glyptoteket i tyska München, medan några smådelar finns utställda på Eginas museer och på platsen själv.

## Utforskning och arkeologi

Ritning över komplexet.

Författaren Pausanias omnämner i förbigående platsen i sina skrifter från 100-talet e.Kr., men beskriver inte komplexet i detalj, såsom han gör med många andra. Templet blev känt i Västeuropa genom publiceringen av Joniens antikviteter (Antiquities of Ionia) (London, 1797). 1811 flyttade den unge engelske arkitekten Charles Robert Cockerell, som höll på att avsluta sin akademiska utbildning genom sin peregrination, och baron Otto Magnus von Stackelberg de frontonskulpturer, som hade ramlat ner. På rekommendation från baron Carl Haller von Hallerstein, som också var arkitekt och dessutom konstprotegé till kronprins Ludvig av Bayern, skeppades marmorn utomlands och såldes följande år till kronprinsen, som snart blev kung Ludvig I av Bayern. Mindre utgrävningar vid den östra peribolosmuren utfördes 1894 under rekonstruktionen av det sista templet.
Systematiska utgrävningar utfördes under 1900-talet av tyska skolan i Aten, först under Adolf Furtwänglers ledning. Området definierades och studerades under dessa utgrävningar. Området under det sista templet kunde dock inte grävas ut, eftersom det skulle ha skadat templet. Dessutom hittade man föremål från bronsåldern i olika fickor bland klipporna. Från 1966 till 1979, utfördes en grundlig tysk utgrävning under Dieter Ohlys ledning, vilket ledde till, att man 1969 upptäckte stora lämningar från det tidigare, arkaiska templet i det senares murar. Ernst-Ludwig Schwandner och Martha Ohly var också involverade i denna utgrävning, som fortsatte efter Dieter Ohlys död till 1988. Man gjorde tillräckligt många fynd för att kunna göra en arkitektonisk återuppbyggnad av templet; resterna av entablementet (bjälkverk som uppbär ett tak) och frontonen från ena änden av det gamla templet har återskapats i museet på platsen.

## Helgedomens faser
Afaiahelgedomen låg på toppen av kullen, på cirka 160 meters höjd, vid öns nordöstra punkt. I sitt sista utförande täckte den en yta på 80 gånger 80 meter; tidigare faser var mindre och även svårare att definiera för dagens arkeologer.

### Bronsåldersfasen
I sin tidigaste fas, under bronsåldern, var kullens östra del inte muromgärdad, utan en öppen helgedom, tillägnad en kvinnlig fruktbarhets- och jordbruksgudomlighet. Bronsåldersstatyetterna är många fler än antalet lerföremål och fartygsmodeller av öppen typ är långt fler än de av täckt typ. Det finns inga kända bosättningar eller begravningsplatser i närheten, vilket talar emot att fynden skulle ha något med boende eller begravningar att göra. Ett stort antal lerhästvagnar, -troner och -miniatyrfartyg har hittats. Trots att det finns spridda kvarlevor från tidig bronsålder, såsom två sigillstenar, är det först från mitten av bronsåldern, som fynden börjar bli vanliga och platsen verkar ha använts mest från LHIIIa2- till LHIIIb-perioden. Det är svårare att spåra kulten via den submykenska tiden till den geometriska, då man återigen blir ganska säker på att kult har bedrivits.

### Sengeometriska fasen
Furtwängler anser att komplexet har byggts i tre omgångar, varav den första representeras av ett altare i öster, byggt omkring 700 f.Kr. Det finns också en cistern längst i nordöst och en byggnad identifierad som en skattkammare öster om propylon (ingången) till helgedomen. Templet, som dessa byggnader hör till, ligger under de nuvarande synliga delarna och kan alltså inte grävas ut. Furtwängler tror att detta tempel är det oikos (hus) som omnämns i en inskription från mitten av 600-talet f.Kr., vilket ska ha byggts av en präst åt Afaia; han har hypotesen att detta hus åt gudinnan (templet) byggdes av stensocklar, täckta med murar av lertegel och träentablement. Kullens topp har jämnats ut, genom att man har kilat in stenar i ojämnheter i klippan.

### Arkaiska fasen (Afaiatemplet I)
Ohly upptäckte en peribolosmur (stensockel med lertegel) som omgärdade området i ungefär 40 gånger 45 meters fyrkant från denna fas. Denna peribolos var inte parallell med templet. En förhöjd och plattlagd plattform byggdes för att sammanbinda templet med altaret. Det fanns en propylon (formell ingångsport) med en träöverbyggnad öster om peribolos. En 14 meter hög pelare med en sfinx i toppen låg i områdets nordöstra del. Schwandner gjorde sedermera en grundlig studie och rekonstruktion av templet, som han daterar till före 570 f.Kr. I hans rekonstruktion, har templet en pro-tetra-stilistisk planlösning samt en pronaos och en utmärkande adyton längst bak i cellan. Såsom är fallen med Artemistemplen i Brauron och Aulis (bland andra) har många Artemistempel sådan inre rum, vilket kan tyda på en likhet i kulten. Afaiatemplets cella hade egenheten att ha två rader med två pelare, som stödde ytterligare pelare, som nådde taket. Detta tempels arkitrav byggdes i två delar, vilket gav den en höjd på 119 centimeter, gentemot frisens höjd på 81,5 centimeter; Denna proportion är ovanlig bland templen i området, men är känd från tempel på Sicilien. En triglyf- och metopfris finns också på pronaos insida Dessa metoper var uppenbarligen odekorerade, och det finns inte heller några bevis för skulpturgrupper på frontonerna. Detta tempel och det mesta av komplexet förstördes i en brand omkring 510 f.Kr.

### Senarkaiska fasen (Afaiatemplet II)
Byggandet av det nya templet inleddes strax efter att det gamla hade förstörts. Resterna från det gamla templet flyttades från platsen och användes till att fylla ut en cirka 40 gånger 80 meter stor terrass inom hela komplexet på cirka 80 gånger 80 meter. Denna nya tempelterrass var riktad mot norr, väster och söder med templets nya planlösning. Templet byggdes som en hexastilt, peripteral och dorisk byggnad med en grund på 6 gånger 12 pelare, vilande på en 15,5 gånger 30,5 meter stor plattform; den hade en distil i cellan med en opistodom och en pronaos. Alla utom tre av de yttre pelarna var monoliter. Det fanns en liten, asymmetriskt placerad dörr mellan cellan och opistodomen. I liknande form, men i mer monumentalt utförande än i det tidigare templet, hade den nya cellan två rader om fem pelare, vilka stödde ytterligare en rad med pelare, som gick upp till taket. Takets hörn var prydda av sfinxakroteria, och den mittersta akroterion på varje sida hade ett antal korestatyer stående på var sida, något som var ovanligt. Antefixerna var av marmor, liksom takpannorna.
Man har angett byggnadstid för detta tempel från 510 till 470 f.Kr. Bankel, som har publicerat en fullständig studie över fynden, jämför strukturens utseende med tre strukturer, som var nära nog samtida:
- Den atenska skattkammaren i Delfi
- Det doriska templet i Delfi
- Artemistemplet i Delion på Paros

Atenarnas skattkammare tros ha påbörjats 507 f.Kr. och sedan förblivit ofärdigt till efter deras seger över perserna vid Marathon 490 f.Kr. Bankel hävdar att Afaiatemplet är mer utvecklat än de tidigare faserna i byggnationen och daterar det till omkring 500 f.Kr. Metoperna på detta tempel, vilka inte har återfunnits, passades in i triglyfblocken och sattes fast på ryggblocken med tvingar. Om de var av trä är det fullt förståeligt, att de inte har bevarats till våra dagar. Om de var av sten kan de ha stulits för att säljas på antikvitetsmarknaderna, medan byggnaden fortfarande var stående. Altaret gjordes också om under denna fas.

## Frontonskulpturer
Marmorstatyerna från det senarkaiska Afaiatemplet, vilka bestod av skulpturgrupper från både den östra och västra frontonen, finns numera utställda på Glyptoteket i München, där de restaurerades av den danske nyoklassisistiske skulptören Bertel Thorvaldsen. Dessa verk fick visst inflytande på nyklassicismen i München, vilket kan ses i Leo von Klenzes arkitektur. På varje fronton fanns Athena i centrum, med grupper av kämpar, fallna krigare och vapen att fylla ut frontonernas ytterkanter. Temat på alla frontoner är Eginas storhet, som härrör sig från dess lokala hjältars dåd under trojanska kriget. Enligt de vanligaste myterna våldtog Zeus nymfen Aigina, som födde öns förste kung, Aiakos. Denne kung fick sönerna Telamon (far till Homeros hjälte Ajax) och Peleus (far till Homeros hjälte Akilles). På skulpturerna finns rester av komplicerade färgpigment och dessa är mycket viktiga för studiet av färg på antika statyer. Marmorstatyerna är till och med målade på baksidan, trots att denna sida vilade mot frontonen och alltså inte kunde ses.
Ohly hävdar att det totalt fanns fyra frontongrupper (två fullständiga frontonuppsättningar på templets östra och västra sidor); Bankel anser dock, med stöd i de arkitektoniska lämningarna från templet, att det bara fanns tre frontonuppsättningar. Det gjordes små hack och många dymlingar användes för att sätta fast plintar i västfrontonens skulpturer (på templets baksida). På östra frontonen gjordes djupare hack, men användes färre dymlingar. Det fanns också ett antal geisonblock som hade grunda hack och många dymlingar, som på västfrontonen, men den passade inte där. Bankel hävdar att statyerna sattes fast på både den östra och västra sidan med dessa grunda hack, men att statyerna på östra frontonen avlägsnades (tillsammans med geisonblocken) och ersattes av en annan skulpturgrupp. Detta verkar ha blivit gjort innan de nya geisonerna installerades på östra frontonen, eftersom hörngeisonen inte togs ner, det vill säga att den östra frontonens första fas ersattes av den andra innan den änden av templet var färdig. Då templets östra fasad (framsidan) var den visuellt viktigaste är det inte överraskande, att byggnadsarbetarna skulle lägga största energi på den.

### Östra frontonen

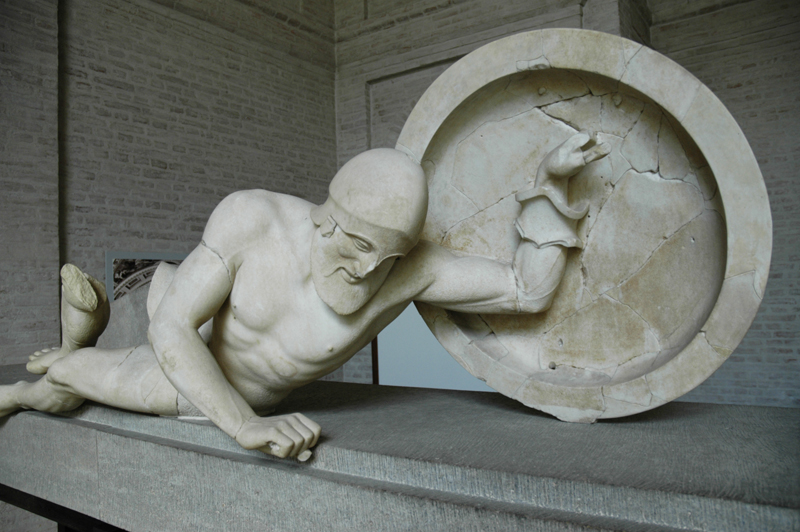
Skulptur av en krigare från östra frontonen på Afaiatemplet II.

Det första trojanska kriget – inte det som beskrivs av Homeros – är temat för denna fronton, där Telamon står i centrum, där han kämpar sida vid sida med Herakles. Denna fronton tros vara av senare datum än den västra och uppvisar ett antal saker, som är typiska för den klassiska perioden: statyerna visar på dynamiska poser, särskilt när det gäller Athena, chiastisk komposition och detaljerad utfyllnad av området, då man bland annat använder de fallna kämparnas ben att fylla ut de mindre hörnen på frontonen med.

### Västra frontonen

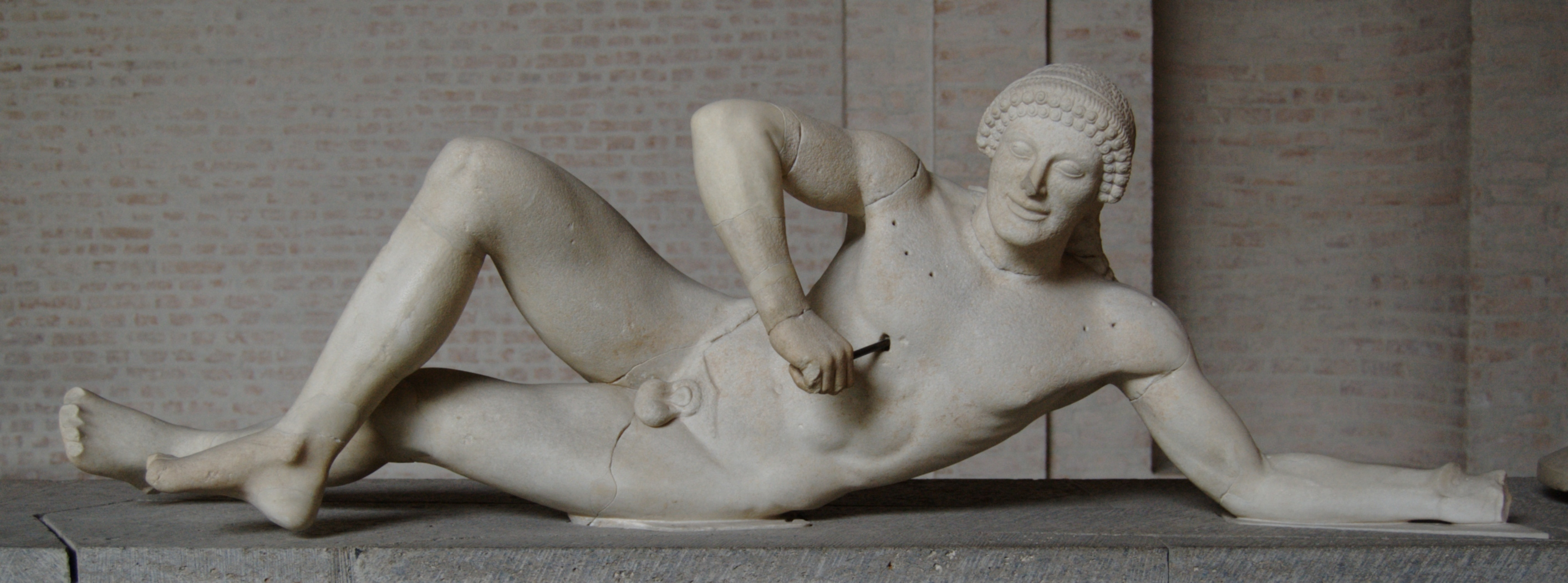
Skulptur av en krigare från västra frontonen på Afaiatemplet II.

Det andra trojanska kriget – det som beskrivs av Homeros – är temat för denna fronton, med Ajax (Telamons son) i centrum. Dessa skulpturer bär drag av arkaisk tid. Frontonens svåråtkomliga hörn fylls ut av en sköld och en hjälm.